# Tinerastia
Tinerastia is een geslacht van vlinders van de familie snuitmotten (Pyralidae), uit de onderfamilie Phycitinae.

## Soorten
- T. discipunctella Hampson, 1896
- T. fissirella Hampson, 1896